# Joan Oliu i Pich
 Joan Oliu i Pich (Sabadell, 22 de juny de 1921 - l'Hospitalet de Llobregat, 7 de febrer de 1998) fou un directiu bancari català.

## Biografia
El 1977 fou nomenat conseller director general del Banc de Sabadell, entitat en la qual treballava des del 1939, com a successor de Francesc Monràs, càrrec que ocupà fins al 1990. Des del seu càrrec va promoure l'activitat exportadora i va fer del Banc una entitat molt vinculada a la vida social i cultural de Catalunya, raó per la qual el 1991 va rebre la Creu de Sant Jordi. El seu fill, Josep Oliu i Creus, el va succeir en el càrrec.